# Божковське сільське поселення
Божковське сільське поселення — муніципальне утворення у Красносулинському районі Ростовської області Російської Федерації.
Адміністративний центр — хутір Божковка.
Населення - 4187 осіб (2010 рік).

## Географія
Красносулинський район розташовано на північному сході району у сточищаправої притоки Сіверського Дінця річки Лиха.

## Склад сільського поселення
- хутір Божковка - 1166 осіб (2010 рік),
- хутір Володарський - 189 осіб (2010 рік),
- хутір Грязновка - 199 осіб (2010 рік),
- хутір Калінов - 0 осіб (2010 рік),
- хутір Обухов №4 - 397 осіб (2010 рік),
- хутір Обухов №7 - 21 осіб (2010 рік),
- хутір Чекунов - 172 особи (2010 рік),
- хутір Чернєцов - 426 осіб (2010 рік),
- селище Колонка - 45 осіб (2010 рік),
- селище Тополевий - 1522 особи (2010 рік),
- станція Божковка - 50 осіб (2010 рік).